# Beudantita
La beudantita es un mineral arseniato de la clase de los minerales fosfatos, del llamado "grupo de la alunita". Fue descubierta en 1826 en una mina de Altenkirchen, en el estado de Renania-Palatinado (Alemania), siendo nombrada así en honor de François Sulpice Beudant, mineralogista francés. Um sinónimo poco usado es bieirosita.

## Características químicas
Es un arseniato hidroxilado de plomo y hierro con aniones adicionales sulfato. Al igual que otros minerales del grupo de la alunita al que pertenece, sus cristales son pequeños, imperfectos y raros, de hábito tabular o pseudocúbico a pseudoctaédrico. La estructura cristalina de la beudantita resulta compleja por estos pseudomorfismos.
Forma una serie de solución sólida con la segnitita (Pb(Fe3+)3AsO4(AsO3OH)(OH)6), en la que la sustitución gradual del sulfato por mayor cantidad de arsénico va dando los distintos minerales de la serie; también forma otra serie de solución sólida con la corkita (Pb(Fe3+)3(SO4)(PO4)(OH)6), en la que la sustitución gradual del arseniato por fosfato va dando los distintos minerales de la serie.
Además de los elementos de su fórmula, suele llevar como impurezas: aluminio y fósforo. Algunos ejemplares muestran una sustitución de algo de hierro por antimonio.

## Formación y yacimientos
Se forma como mineral secundario en la zona de oxidación de depósitos polimetálicos.
Suele encontrarse asociado a otros minerales como: carminita, escorodita, mimetita, dussertita, arseniosiderita, farmacosiderita, olivenita, bayldonita, duftita, anglesita, cerusita o azurita.